# Liste der Stolpersteine in Frankfurt-Bergen-Enkheim
Die Liste der Stolpersteine in Frankfurt am Main führt die vom Künstler Gunter Demnig verlegten Stolpersteine in Frankfurt am Main auf. Die Initiative Stolpersteine in Frankfurt am Main e. V. hat seit November 2003 die Verlegung von ca. 2000 Stolpersteinen, mindestens fünf Kopfsteinen und mindestens vier Stolperschwellen veranlasst. Die Initiative wird von der Stadt Frankfurt sowie von zahlreichen Institutionen, darunter das Jüdische Museum und das Institut für Stadtgeschichte unterstützt.
Die Steine erinnern an Menschen, die während der Zeit des Nationalsozialismus verfolgt, verhaftet, gequält, entrechtet, zur Flucht oder zum Suizid getrieben oder ermordet wurden. An ihrem letzten frei gewählten Wohnort in Frankfurt erinnern die Steine an alle Opfer des Nationalsozialismus: an Juden, Sinti und Roma, politisch Verfolgte, Zeugen Jehovas, Homosexuelle und Zwangsarbeiter, an als „asozial“ gebrandmarkte Menschen und an die Opfer der sogenannten „Euthanasie“-Morde an Kranken und Behinderten.
Im Oktober 2018 verlegte Gunter Demnig in Frankfurt den europaweit siebzigtausendsten Stein.
Die Stadtteile sind nach der Liste der Stadtteile von Frankfurt am Main angelegt. In den nicht gelisteten Stadtteilen liegen bislang keine Stolpersteine.
Über die hinter den Namen der Opfer liegenden Links lässt sich die zugehörige Biographie auf der Homepage der Stadt Frankfurt aufrufen.

## Liste
| Adresse                   | Name                     | Verfolgungsschicksal | Verlegedatum       | Bild                                             | Anmerkung                                                   |
| ------------------------- | ------------------------ | --- | ------------------ | ------------------------------------------------ | ----------------------------------------------------------- |
| Marktstraße 10 ·          | Emilie Deuring           | Emilie Deuring 23.11.1911 Einweisung 16. 01.1942 Universitäts-Nervenklinik Frankfurt verlegt 14.04.1942 "Landesheilanstalt" Eichberg 13.10.1943 Heilanstalt Weilmünster Todesdatum: 14.05.1944 | 22. Sep. 2023      |                                                  |                                                             |
| Gangstraße 7 ·            | Johannes Ludwig Metz     | Johannes Ludwig Metz 23.11.1911 Einweisung 14.12.1938 Heilanstalt Weilmünster (Aktion T4) "verlegt" 24.2.1941 Hadamar Todesdatum: 24.2.1941                                                    | 12. Dez. 2022      |                                                  |                                                             |
| Schießgraben 19 ·         | Jean Karl Schäfer        | Jean Karl Schäfer 16.12.1912 Einweisung 14.12.1938 Heilanstalt Weilmünster (Aktion T4) "verlegt" 24.2.1941 Hadamar Todesdatum: 24.2.1941                                                       | 12. Dez. 2022      |                                                  |                                                             |
| Am Berger Spielhaus 5 ·   | Hermann Hahn             | Hermann Hahn geb. 27.12.1888 deportiert 5.9.1942 nach Theresienstadt und 1943 nach Auschwitz Tod unbekannt                                                                                     | 23. Februar 2006   |                                                  |                                                             |
| Am Berger Spielhaus 5 ·   | Emma Hahn geb. Rosenberg | Emma Hahn geb. Rosenberg geb. 13.6.1897 deportiert 5.9.1942 nach Theresienstadt und 1943 nach Auschwitz Tod unbekannt                                                                          | 23. Februar 2006   |                                                  |                                                             |
| Am Berger Spielhaus 5 ·   | Nathan Heß               | Nathan Heß geb. 15.12.1878 deportiert 5.9.1942 nach Sobibor Tod unbekannt | 23. Februar 2006   |                                                  |                                                             |
| Am Berger Spielhaus 5 ·   | Klara Heß                | Klara Heß geb. 2.9.1883 deportiert 5.9.1942 nach Sobibor Tod unbekannt | 23. Februar 2006   |                                                  |                                                             |
| Am Berger Spielhaus 5 ·   | Jettchen Heß             | Jettchen Heß geb. 5.9.1881 deportiert 5.9.1942 nach Theresienstadt ermordet 20.11.1942 | 23. Februar 2006   |                                                  |                                                             |
| Alt Bergen 6 ·            | Mina Weil geb. Heß       | Mina Weil geb. Hess geb. 25. 3.1890 deportiert 30.5.1942 Region Lublin und nach Sobibor Tod unbekannt                                                                                          | 24. April 2008     | Stolperstein Mina Weil                           | umverlegt Sep. 2024; alter Standort "Am Berger Spielhaus 5" |
| Alt Bergen 6 ·            | Walter Siegfried Weil    | Walter Siegfried Weil geb. 21.1.1928 deportiert 30.5.1942 Region Lublin und nach Sobibor Tod unbekannt                                                                                         | 24. April 2008     | Stolperstein Walter Siegfried Weil               | umverlegt Sep. 2024; alter Standort "Am Berger Spielhaus 5" |
| Alt Bergen 6 ·            | Richard Weil             | Richard Weil geb. 9.11.1930 deportiert 30.5.1942 Region Lublin und nach Sobibor Tod unbekannt                                                                                                  | 24. April 2008     | Stolperstein Richard Weil                        | umverlegt Sep. 2024; alter Standort "Am Berger Spielhaus 5" |
| Am Günthersbrunnen 2 ·    | Moritz Strauss           | Moritz Strauss geb. 20.10.1884 Flucht in den Tod 29.1.1942 | 19. Oktober 2009   | Stolperstein Am Günthersbrunnen 2 Moritz Strauss |                                                             |
| Am Günthersbrunnen 2 ·    | Emma Strauss             | Emma Strauss geb. Nussbaum geb. 11.12.1882 deportiert 30.5.1942 nach Sobibor Tod unbekannt | 19. Oktober 2009   | Stolperstein Am Günthersbrunnen 2 Emma Strauss   |                                                             |
| Am Michlersbrunnen 2 ·    | Johanna Heß              | Johanna Hess geb. Morgentau geb. 3.10.1859 deportiert 5.9.1942 Theresienstadt und 29.9.1942 Treblinka Tod unbekannt                                                                            | 19. Oktober 2009   |                                                  |                                                             |
| Am Michlersbrunnen 2 ·    | Raphael Rudolf Heß       | Raphael Rudolf Hess geb. 29.3.1858 Flucht in den Tod 3. 2. 1942 | 19. Oktober 2009   |                                                  |                                                             |
| Im Sperber 6 ·            | Otto Hirsch              | Otto Hirsch geb. 16.5.1901 deportiert 7.9.1942 Theresienstadt deportiert 23.1.1943 nach Auschwitz ermordet                                                                                     | 5. März 2007       |                                                  |                                                             |
| Im Sperber 6 ·            | Johanna Hirsch           | Johanna Hirsch geb. 20.4.1887 deportiert 7.9.1942 Theresienstadt deportiert 23.1.1943 nach Auschwitz ermordet                                                                                  | 5. März 2007       |                                                  |                                                             |
| Im Sperber 20 ·           | Emil Levi                | Emil Levi geb. 27.6.1881 deportiert 7.9.1942 Theresienstadt deportiert 23.1.1943 nach Auschwitz ermordet                                                                                       | 5. März 2007       |                                                  |                                                             |
| Im Sperber 20 ·           | Sophie Levi              | Sophie Levi geb. Loeb geb. 19.5.1886 deportiert 7.9.1942 Theresienstadt deportiert 23.1.1943 nach Auschwitz ermordet                                                                           | 5. März 2007       |                                                  |                                                             |
| Marktstraße 19 ·          | Julius Strauss           | Julius Strauss geb. 11.9.1882 deportiert 22.10.1940 Gurs und 4.3.1943 von Drancy nach Majdanek ermordet 4.3.1943                                                                               | 19. Oktober 2009   |                                                  |                                                             |
| Marktstraße 40 ·          | Karoline Hahn            | Karoline Hahn geb. Grünbaum geb. 24.2.1868 deportiert 5.9.1942 Theresienstadt Tod 13.2.1943 | 19. Oktober 2009   |                                                  |                                                             |
| Marktstraße 45 ·          | Bella Grünebaum          | Bella Grünebaum geb. 13.11.1901 deportiert 30.5.1942 Region Lublin und nach Sobibor Tod unbekannt                                                                                              | 24. April 2008     |                                                  |                                                             |
| Marktstraße 45 ·          | Emma Grünebaum           | Emma Grünebaum geb. Wetterhahn geb.23.10.1875 deportiert 5.9.1942 Theresienstadt und Treblinka Tod unbekannt                                                                                   | 24. April 2008     | Stolperstein Marktstraße 45 Emma Grünebaum       |                                                             |
| Marktstraße 51 ·          | Wilhelm Hirsch           | Wilhelm Hirsch geb. 20.11.1890 deportiert 5.9.1942 nach Auschwitz Verschollen | 13. September 2005 |                                                  |                                                             |
| Marktstraße 51 ·          | Friede Hirsch            | Friede Hirsch geb. Hirsch geb. 28.1.1896 deportiert 5.9.1942 nach Auschwitz Verschollen | 13. September 2005 |                                                  |                                                             |
| Marktstraße 51 ·          | Jettchen Hirsch          | Jettchen Hirsch geb. Kaufmann geb. 2.11.1863 deportiert 5.9.1942 nach Theresienstadt ermordet 10.7.1944                                                                                        | 13. September 2005 |                                                  |                                                             |
| Marktstraße 51 ·          | Joachim Hirsch           | Joachim Hirsch geb. 20.6.1929 deportiert 5.9.1942 nach Auschwitz Verschollen | 13. September 2005 |                                                  |                                                             |
| Marktstraße 87 ·          | Meier Seligmann          | Meier Seligmann geb. 14.11.1872 deportiert 5.9.1942 nach Theresienstadt ermordet 29.9.1942 Treblinka                                                                                           | 19. Oktober 2009   | Stolperstein Marktstrasse 87 Meier Seligmann     |                                                             |
| Marktstraße 87 ·          | Ella Seligmann           | Ella Seligmann geb. Brückheimer geb. 9.10.1876 deportiert 5.9.1942 nach Theresienstadt ermordet 29.9.1942 Treblinka                                                                            | 19. Oktober 2009   |                                                  |                                                             |
| Marktstraße 102 ·         | Rosa Hirsch              | Rosa Hirsch, geb. Gruenebaum geb. 10.12.1892 deportiert 1942 Region Lublin Tod unbekannt | 25. Mai 2012       | Stolperst marktstrasse 102 hirsch rosa           |                                                             |
| Marktstraße 102 ·         | Friedrich Nathan Hirsch  | Friedrich Nathan Hirsch geb. 4.7.1888 deportiert 1942 Region Lublin Tod unbekannt | 25. Mai 2012       | Stolperstein-ffm-friedrich-nathan-hirsch-546     |                                                             |
| Röhrborngasse 1 ·         | Jenny Hahn               | Jenny Hahn geb. 24.3.1905 deportiert 30.5.1942 Sobibor Verschollen | 13. September 2005 |                                                  |                                                             |
| Röhrborngasse 1 ·         | Frieda Hahn              | Frieda Hahn geb. 6.12.1918 deportiert 30.5.1942 Sobibor Verschollen | 13. September 2005 |                                                  |                                                             |
| Röhrborngasse 28 ·        | Henny Ehrmann            | Henny Ehrmann geb. Hahn geb 22.2.1893 deportiert 30.5.1942 Region Lublin und nach Sobibor | 24. April 2008     | Stolperstein Röhrborngasse 28 Henny Ehrmann      |                                                             |
| Röhrborngasse 28 ·        | Leopold Ehrmann          | Leopold Ehrmann geb. 14.10.1881 deportiert 30.5.1942 Region Lublin und nach Sobibor ermordet                                                                                                   | 24. April 2008     | Stolperstein Röhrborngasse 28 Leopold Ehrmann    |                                                             |
| Vilbeler Landstraße 212 · | Paula Hess               | Paula Hess geb. 21.4.1895 deportiert 30.5.1942 Region Lublin und nach Sobibor Tod unbekannt | 24. April 2008     |                                                  |                                                             |